# 曼冬错
曼冬错（藏語：སྨན་གདོང་མཚོ）也作斯潘古尔湖（藏語：སྤང་འཁོར་མཚོ），位于中華人民共和国西藏自治区阿里地区日土县境内，地处日土县西部部，班公山西南麓的断陷盆地内。湖面海拔4305米，面积61.6平方公里。湖区年均气温-4～-2℃，年均降水量50～75毫米。湖水主要靠东南部入湖的唐热曲补给。西面有斯潘古尔山口。1959年，中国在曼冬错周邊建立军营:67。1962年11月中印战争期间，中國人民解放軍攻佔了曼冬错周邊印度設立的4个哨所:176。1977年9月，西藏自治区革命委员会将斯潘古尔湖改称曼冬错。

## 中印邊境邊防會談會晤站
印度陸軍的莫爾多(英語：Moldo)會晤站坐標：
33°33′27″N 78°43′55″E / 33.5575°N 78.732°E
中國人民解放軍的斯潘古爾(英語：Spanggur)會晤站坐標：
33°33′58″N 78°47′28″E / 33.566°N 78.791°E